# سیارک ۱۱۸۲۳
سیارک ۱۱۸۲۳ (به انگلیسی: 11823 Christen، نامگذاری:1981VF) یازده هزار و هشتصد و بیست و سومین سیارک کشف شده‌است که در ۲ نوامبر ۱۹۸۱ کشف شد.
قدر مطلق سیارک برابر ۱۴٫۱۰ است.